# روزی روزگاری در غرب
روزی روزگاری در غرب (به ایتالیایی: C'era una volta il West) عنوان یک فیلم سینمایی حماسی ایتالیایی، محصول ۱۹۶۸ و در ژانر موسوم به وسترن اسپاگتی است. این فیلم توسط سرجو لئونه برای کمپانی پارامونت ساخته شد.
ستاره‌های این فیلم عبارت بودند از: هنری فوندا که به عنوان بازیگر نقش منفی این فیلم، نقش یک شخصیت رذل را ایفا می‌کند، و چارلز برانسون در نقش مردی که به انتقام و کین خواهی از او برمی‌خیزد، ظاهر شده‌است. همچنین، جیسون روباردز در این فیلم نقش یک راهزن را بازی می‌کند، و کلودیا کاردیناله نیز در نقش زنی ظاهر شده که به تازگی بیوه شده و در یک خانه رعیتی اقامت می‌کند. فیلمنامه این فیلم، توسط سرجو لئونه و سرجو دوناتی و بر اساس داستانی از خود لئونه، برناردو برتولوچی و داریو آرجنتو نوشته شده‌است. فیلمبرداری این فیلم، که به شیوه وایداسکرین، توسط تونینو دللی کوللی انجام گرفته و همین‌طور موسیقی متن آن، که توسط انیو موریکونه ساخته شده، از امتیازات فیلم شناخته می‌شوند.
در اروپا، فیلم موفقیت قابل توجهی بدست آورد و ضمن قرار گرفتن در فهرست فیلمهای پرفروش، برای چند سال در برخی از شهرهای اروپایی بر روی پرده بود. با این حال، این فیلم در سطح ایالات متحده، و در بین فیلمهای اکران شده در سال ۱۹۶۹، با واکنش‌هایی که عمدتاً منفی بودند، مواجه شد و با شکست شدید مالی همراه گردید. هرچند که این فیلم در حال حاضر و به‌طور کلی، به عنوان یک شاهکار سینمایی و نیز به عنوان یکی از بهترین فیلم‌های ساخته شده در ژانر وسترن شناخته می‌شود.
روزی روزگاری در غرب، به خاطر جنبه‌های فرهنگی، تاریخی و زیباشناختی خود، در سال ۲۰۰۹ مورد توجه قرار گرفت و با ثبت آن توسط کتابخانه کنگره ایالات متحده، در فهرست فیلم‌های دارای ثبت ملی، مقرر گردید که این فیلم، برای همیشه و همه زمانها، مورد حفظ و مراقبت قرار گیرد.
موسیقی متن این فیلم از شاهکارهای تاریخ سینماست که ساخته انیو موریکونه است.

## خلاصه داستان
«جیل مک بین» (کاردیناله) که گذشتهٔ مشکوکی در نیواورلیانز داشته، وقتی نزد خانواده اش بازمی‌گردد، متوجه می‌شود همه کشته شده‌اند. او به تنهایی در مزرعهٔ خانوادگی می‌ماند و پس از چندی با دو ششلول بند مرموز به نام‌های «هارمونیکا» و «شاین» آشنا می‌شود…

## بازیگران و نقش‌ها
- کلودیا کاردیناله در نقش جیل مک‌بین
- هنری فوندا در نقش فرنک
- جیسون روباردز در نقش شین
- چارلز برانسون در نقش هارمونیکا
- گابریله فرزتی در نقش مورتون
- پائولو استوپا در نقش سم
- وودی استرود در نقش استونی
- جک ایلام در نقش اسنیکی
- کینن وین در نقش کلانتر
- فرانک وولف در نقش برت مک‌بین
- لایونل استندر در نقش کافه‌چی
- پیتر اوتول
- فرانک برانیا یکی از اعضا دار و دستهٔ فرانک (نامش در عنوان‌بندی نیامده)
- برونو کوراتساری
- کلاودیو اسکارکیلی
- رناتو پینچیرولی